# Juse Ju
Juse Ju (* 25. Juni 1982 in Kirchheim unter Teck; bürgerlich Justus Hütter) ist ein deutscher Rapper, Journalist und Autor.

## Karriere
Justus Hütter wuchs in Kirchheim unter Teck und Yokohama, Japan auf. Er studierte Theaterwissenschaft, Soziologie und Japanologie an der Ludwig-Maximilians-Universität München und anschließend Journalismus an der EMS Electronic Media School in Potsdam.
Als Jugendlicher war er Mitbegründer des Kollektivs Popbiz Enemy und nahm an diversen Freestyle-Jams im Stuttgarter Raum teil. 2003 veröffentlichte er mit Bonzi Stolle als Rap-Duo Massig Jiggs das Album Back From The 80’s. 2004 gewann er das Stuttgarter Freestyle-Turnier Royal Rumble, wodurch das Nürnberger Musiklabel Highproductions auf Justus Hütter alias „Juse Ju“ aufmerksam wurde. 2005 erschien dort sein erstes Solo-Release, die EP Der Ego. 2007 folgte über Popbiz Enemy die Kollabo-EP Prosecco Piff zusammen mit Fatoni, mit dem Juse Ju seitdem immer wieder zusammen arbeitet. 2009 folgte sein Album Yo! Hip Hop hat mein Leben zerstört. 2011 trat Juse Ju bei der Battlerap-Veranstaltung Rap am Mittwoch als Teilnehmer in Erscheinung und gelangte auf Anhieb bis in das Finale des Turniers. Im Mai 2014 erschien Juse Jus Album Übertreib nicht deine Rolle! bei Popbiz Enemy, im Oktober 2015 folgte sein drittes Album Angst & Amor, das als kostenloser Download, CD und Vinyl vertrieben wurde.
Am 16. März 2018 veröffentlichte Juse Ju mit Shibuya Crossing sein viertes Album. Auf den zwölf Songs des Albums gewährt Juse Ju Einblicke in sein Leben, besonders in seine Jugendzeit in Tokio, El Paso und Kirchheim. Das Album stieg auf Platz 35 der deutschen Charts ein.
Mit der Veröffentlichung der Single S.D.W.A kündigte Juse Ju seine EP Untertreib nicht deine Rolle! an, die am 8. März 2019 erschien.
Im Juni 2020 erschien das Doppelalbum Millennium / Massig Jiggs Popbiz Enemy. Auf Millennium führt Juse Ju den autobiographischen Ansatz von Shibuya Crossing weiter und verbindet ihn wieder mit gesellschaftskritischen und satirischen Elementen. Die Vorabsingle TNT erschien am 30. April. Das Bonusalbum Massig Jiggs Popbizenemy knüpft an Juse Jus erste Veröffentlichung von 2003 an, wofür er auch Bonzi Stolle wieder an Bord holte. Das Doppelalbum stieg auf Platz 11 der deutschen Charts ein. 
Von November 2020 bis August 2021 veröffentlichte Juse Ju monatlich eine neue Single samt Musikvideo. Zwölf dieser Songs wurden zusammengefasst als Album mit dem Namen JuNi am 1. Oktober 2021 veröffentlicht.
Juse Ju trat auch als Moderator für die deutschlandweit organisierte Battlerap-Veranstaltung „Don’t Let The Label Label You“ in Erscheinung. Er arbeitet als Redakteur für den Radiosender Fritz, bei dem er von 2013 bis 2020 auch die wöchentliche Hip-Hop-Show Nightflight am Mittwoch moderierte, und war als Redakteur bei Spiegel Online und als Autor für verschiedene Fernsehformate tätig, u. a. für die Sat.1-Krimiserie K11 – Kommissare im Einsatz und die Reality-Soaps Die Mädchen Gang oder We Are Family! So lebt Deutschland. In seinem Song Model in Tokio setzt sich Juse Ju kritisch mit seiner Zeit als Redakteur für Reality-Soaps auseinander. Seit November 2021 moderiert er die wöchentliche Musiksendung Beste Musik am Mittwoch auf Fritz, die den Untertitel Rap in D trägt und sich primär mit Deutschrap befasst. Damit erbte Juse Ju den Sendeplatz von Visa Vie, die zuvor über acht Jahre ihr Talk-Format Irgendwas mit Rap präsentierte.
2024 veröffentlichte die Single Das Ende des Zynismus, die Auszüge aus Wolf Biermanns Ermutigung als Refrain enthält. Im November des Jahres hatte Juse Ju einen Cameo im Musikvideo Bigotterie von Waving the Guns.

## Diskografie
Alben 
- 2009: Yo! Hip Hop hat mein Leben zerstört
- 2014: Übertreib nicht deine Rolle!
- 2015: Angst & Amor
- 2018: Shibuya Crossing
- 2020: Millennium / Massig Jiggs – Popbizenemy (Doppelalbum)
- 2021: JuNi
- 2023: Das Problem, dass immer irgendwas passiert
- 2025: BAWRS (zusammen mit Fatoni und Edgar Wasser)

EPs 
- 2005: Der Ego
- 2007: Prosecco-Piff (Kollabo-EP mit Fatoni)
- 2019: Untertreib nicht deine Rolle!
- 2023: Der JusMeister

Singles
- 2004: Du fickst mit dem Falschen (Juice Exclusive)
- 2024: Das Ende des Zynismus
- 2025: Bundeskanzler